# Schabinszky László
Schabinszky László (Arad, 1854 – Miskolc, 1899. április 16.) neves miskolci fotográfus.

## Élete, munkássága
Schabinszky Tamás pénzügyőri szemlész és Wavaryn Antónia gyermekeként született. A fényképész szakmát a fővárosban, Koller Károly műtermében tanulta ki. Ezt követően Miskolcon nyitott műtermet, a Weidlich-palota helyén állt egyemeletes épületben (Széchenyi utca 19.). Később egyéb helyeken is működött, például a Dálnoky-ház Deák (ma Déryné) utcai részén is. Fényképeinek hátoldalán eleinte egyedül, később társával együtt szerepel a neve. Munkáival értékes díjakat nyert országos kiállításokon. Portréfotói, a városról, emberekről készített fotói muzeális és kortörténeti jelentőségűek. Ismert munkakapcsolata és barátsága a Miskolchoz családi kötődésű Munkácsy Mihállyal, aki számára különböző embertípusokat és csoportokat örökített meg, amit a festő képeihez használt fel. Színészekről is számos képet készített, közeli kapcsolatban állt a színházi világgal, valószínűleg a felesége is színésznő volt. Erre utal az Avasi református temetőben lévő, a Latabár-kriptával egybeépített, azonos kialakítású családi kriptája is. Érdekesség, hogy református temetőben nyugszik, pedig a katolikus Szent Anna egyházközségben töltött be világi tisztséget. Felbecsülhetetlen értékű fényképeit, lemezeit a miskolci Herman Ottó Múzeum őrzi, amelyeket először egy 2006-os Munkácsy kiállításon lehetett megtekinteni. Felesége Boros Mária volt.

## Képek

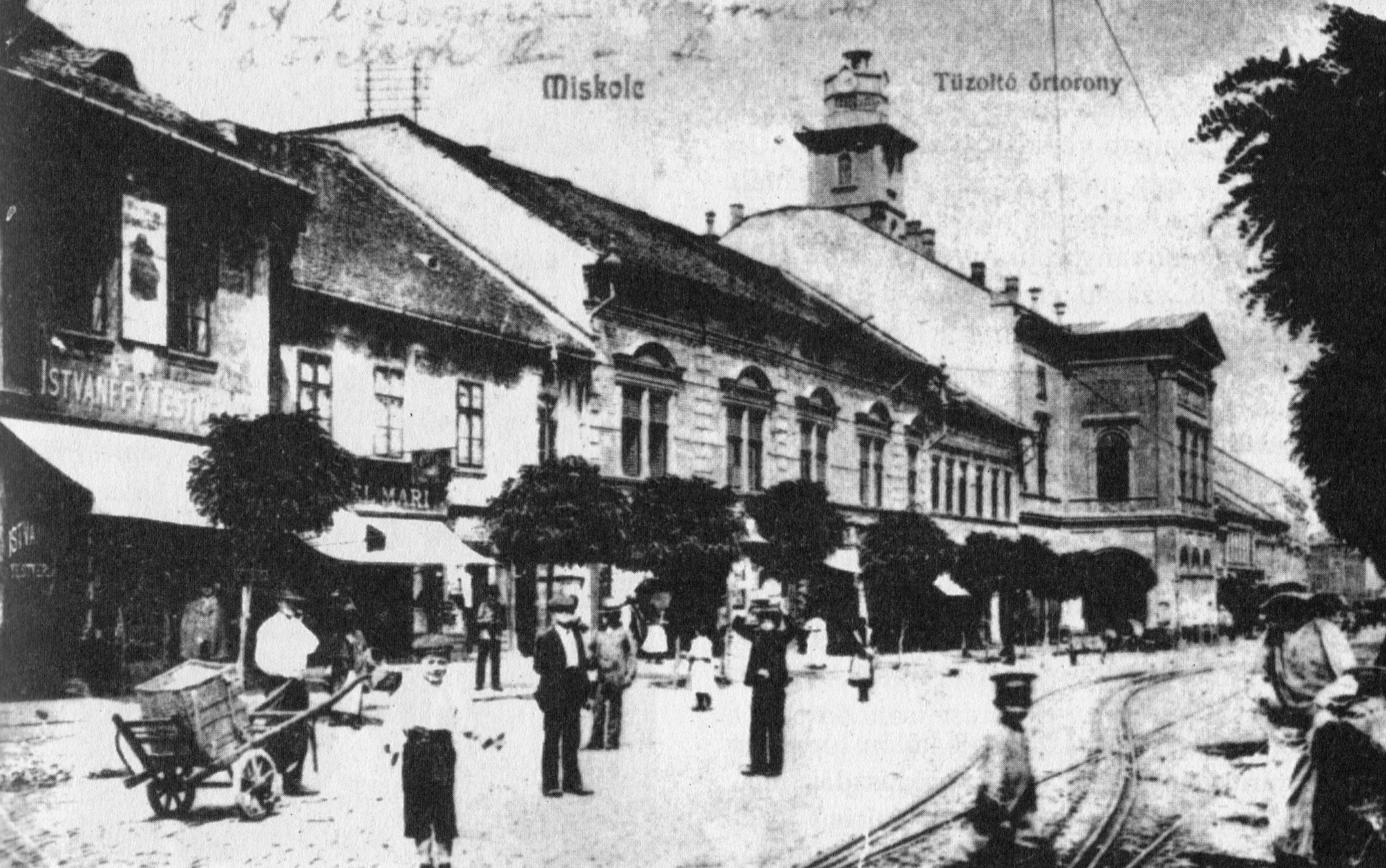
1905-ben készült felvétel arról a házról (… Mari felirat), ahol Schabinszky elkezdte működését
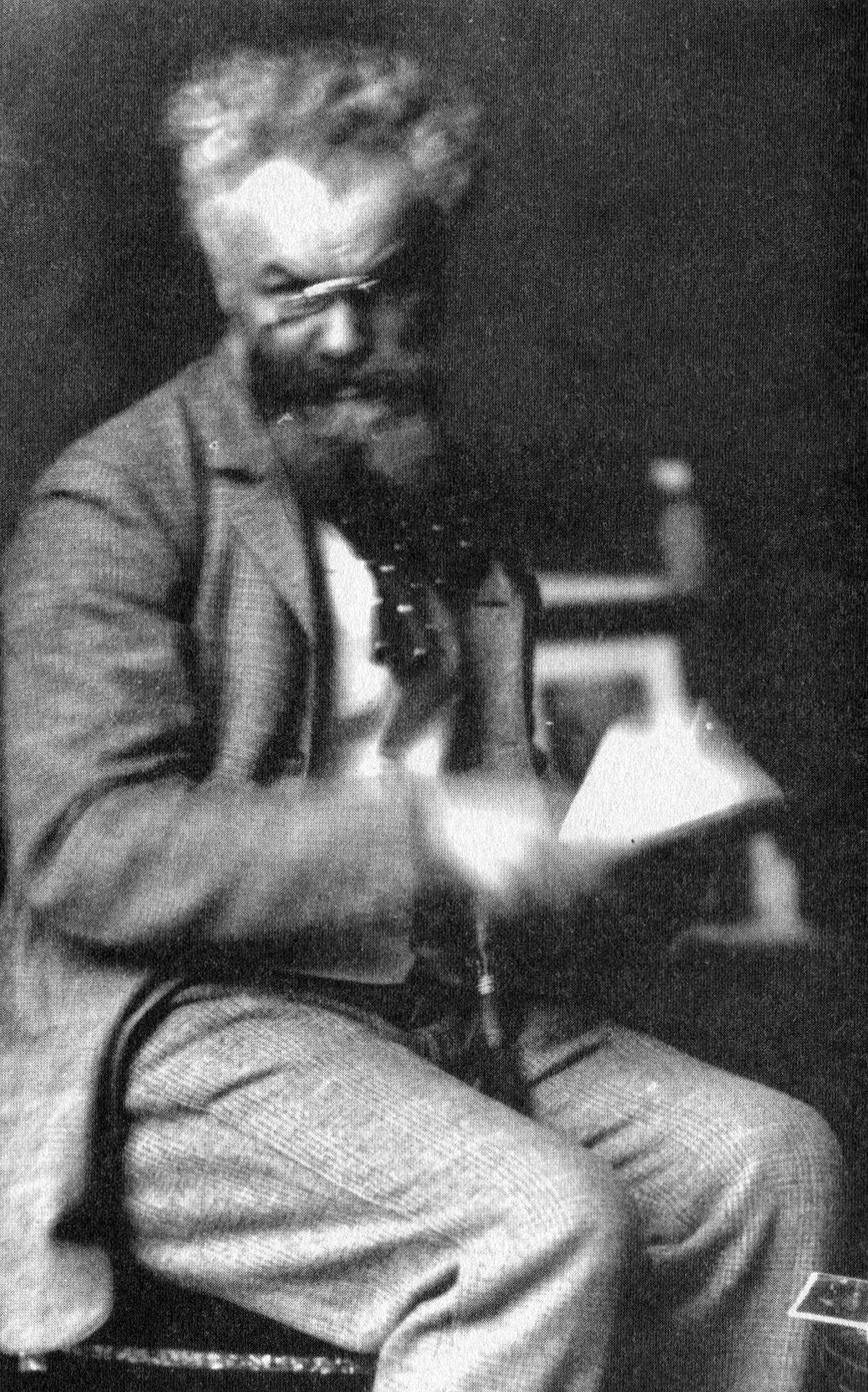
Schabinszky László Munkácsy Mihályról készített fényképfelvétele
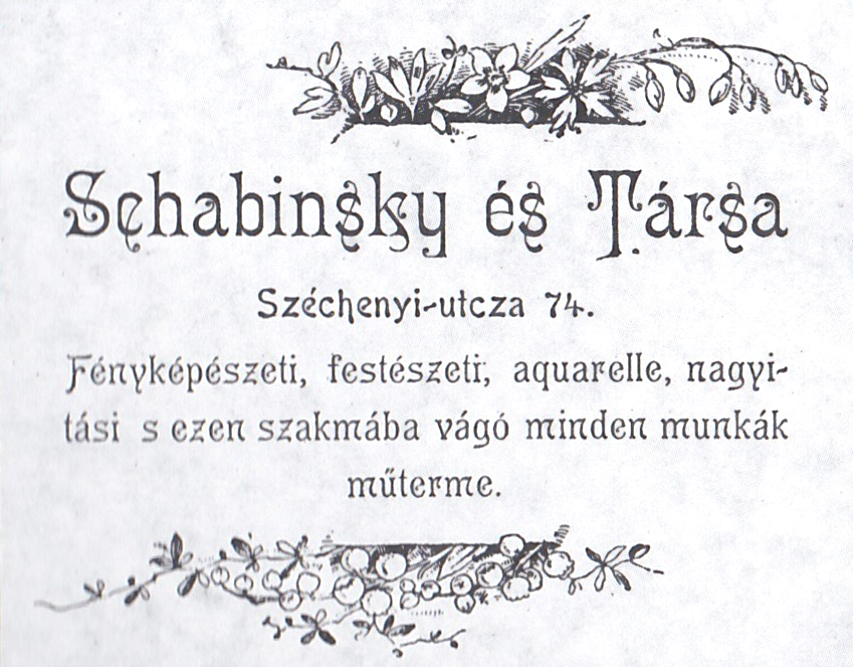
Schabinszky és Társa hirdetése egy miskolci napilapban
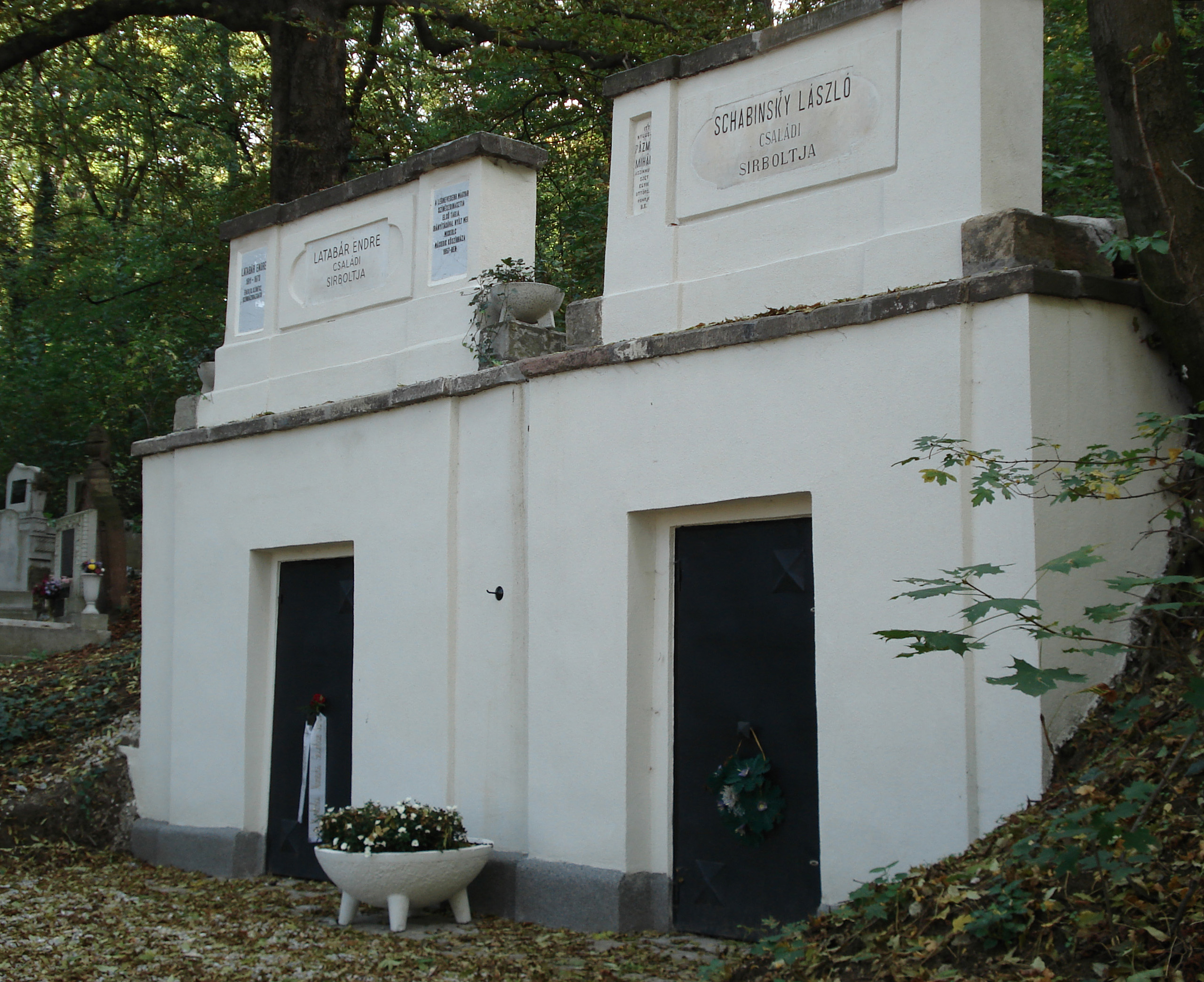
A Latabár és a Schabinszky család kriptája az Avasi református temetőben